# Humban-nikaš III.
Humban-nikaš III. (in assyrischen Texten: Ummanigaš) war ein elamitischer König, der von ca. 653 bis 651 v. Chr. regierte. Die Ereignisse dieser Zeit sind meist nur aus assyrischen Chroniken bekannt.
Humban-nikaš III. war der Sohn des elamitischen Königs Urtak. Humban-nikaš III. hatte nach dem Tod seines Vaters in Assyrien Zuflucht gesucht, da die Assyrer Tempti-Huban-Inšušinak auf den Thron gesetzt hatten, der nicht mit Urtak verwandt war. In dieser Zeit geriet Elam immer mehr unter den Einfluss Assyriens und wurde praktisch zu einem Vasallenstaat. Nach dem Tode von Tempti-Huban-Inšušinak setzte der assyrische König Aššur-bani-apli diverse Herrscher in Elam ein. Humban-nikaš III. wurde König von Madaktu, verbündete sich aber bald mit Šamaš-šuma-ukin, um gegen die Assyrer zu rebellieren. Es kam zu einer Schlacht in Mesopotamien, die die Elamer verloren. Humban-nikaš III. wurde kurz darauf in einem Staatsstreich von Tammaritu ermordet, der darauf selbst den Thron bestieg.
| Vorgänger              | Amt                        | Nachfolger |
| ---------------------- | -------------------------- | ---------- |
| Tempti-Huban-Inšušinak | König von Elam Spätes Elam | Tammaritu  |